# دنیل لکورتوا
دنیل لکورتوا (فرانسوی: Daniel Lecourtois‎؛ ۲۵ ژانویه ۱۹۰۲ – ۱۶ ژانویه ۱۹۸۵) هنرپیشه اهل فرانسه بود.
از فیلم‌ها یا برنامه‌های تلویزیونی که وی در آن نقش داشته‌است می‌توان به ترن، عروسی در خون، فانتوماس، مادام بوواری، و حکم اشاره کرد.